# 三毛猫ホームズシリーズ (テレビ朝日系列のテレビドラマ)
『三毛猫ホームズシリーズ』（みけねこホームズシリーズ）は赤川次郎の小説シリーズ『三毛猫ホームズシリーズ』を原作としたテレビドラマシリーズである。ここでは、いずれもテレビ朝日系列で放送された石立鉄男版、三浦洋一版、陣内孝則版の単発ドラマを記述する。

## 石立鉄男版
1979年から1984年まで「土曜ワイド劇場」で放送されたシリーズ。全6回。
原作と異なり、片山義太郎とその恋人吉塚雪子がホームズと共に事件の謎に迫る設定に変更されている。そのため、シリーズ中に片山晴美と石津刑事も登場するがストーリーそのものには原作ほど絡んでいない。原作者は「どれも出来はイマイチだった」としている。

### キャスト（石立鉄男版）
主要人物
- 片山義太郎（警視庁捜査一課の刑事） - 石立鉄男
- 吉塚雪子（片山の恋人・早乙女女子大学の学生） - 坂口良子
- 片山晴美（片山の妹） - 千野弘美

警察関係者
- 石津正一（警視庁捜査一課の刑事） - 赤塚真人（第2作,第3作）
- 野島（警視庁捜査一課長） - 内藤武敏
- 根本（警視庁捜査一刑事） - 大木正司（第1,3,4作）→ 井上博一（第5,6作）

#### ゲスト（石立鉄男版）
第1作「三毛猫ホームズの推理 女子大密室殺人」（1979年）
- 森崎智雄（早乙女女子大学文学部 部長） - 仲谷昇
- 三田村繁（警備会社社長・元警察官） - 柳生博
- 波多野靖子（早乙女女子大学の学生・女子寮の自治会長） - 結城しのぶ
- 阿部（早乙女女子大学 学長） - 田中明夫
- 富田（早乙女女子大学の体育講師） - 久富惟晴
- 林（刑事） - 勝部演之
- 今井（大東建設主任） - 南祐輔
- 栗原弓子（早乙女女子大学の学生） - 野見山夏子
- 医師 - 河合絃司
- 検察医 - 相馬剛三
- 大中（早乙女女子大学文学部の講師） - 穂積隆信
- 小峰（女子寮の管理人） - 多々良純
- 岡幸次郎、菊地太、村木勲、平野真理、川村和子、田頭絵理子、高橋広美、滝川龍之介

第2作「三毛猫ホームズの追跡 女性専科連続殺人の謎」（1980年）
- 相良みどり（新都心教養センター 事務員） - 市毛良枝
- 竹森幸子（新都心教養センター 所長） - 奈美悦子
- 戸村良（ギター講師） - 藤木敬士
- 泉田（エアロビクス講師） - 倉石功
- 吉田夫人（大町の愛人） - 八木昌子
- 谷（会計事務所所長） - 加藤和夫
- 白川コーポ管理人 - 稲垣昭三
- 生駒さとる（沢子の婚約者） - 赤木良次
- （講師） - 岩城力也 ※写真のみ出演
- 捜査一係刑事 - 相馬剛三
- 金崎沢子（元会計事務所社員・故人） - 吉沢由起
- ギター教室受講生 - 宮地真由美
- 劇団演出家 - 小山武宏
- 山室成弘（講師・映画評論家） - 山中康司
- 管理人夫人 - 矢野泰子
- 大町（料理教室講師） - 根上淳
- 曽根（新都心教養センター 事務員） - 谷村昌彦
- 渡辺啓子、吉宮慎一、青木勇嗣、向井薫、星一、滝川龍之介、春日けい、島田雄三、石原和子、伊藤慶子、田口和政

第3作「三毛猫ホームズの怪談 赤猫は死を招く」（1981年）
- 森田絹子（保母） - 岡田奈々
- 北沢安夫（常代の息子） - 川地民夫
- 北沢真紀子（安夫の妻） - 弓恵子
- 林（巡査） - 相馬剛三
- 左官 - 三重街恒二
- 森田（絹子の父・元警察官） - 浜村純
- 北沢常代（北沢家当主） - 村田知栄子
- 刈谷立子（元バレリーナ） - 丘みつ子
- 三島史郎、藤堂陽子、高山亜希子、小甲登枝恵、伊藤慶子、平野真理、村木勲、笹川恵美子、中村秋雄、芝昭子、近藤リナ、高橋はる乃、末松芳隆、辻康彦

第4作「三毛猫ホームズの狂死曲 バイオリン連続殺人」（1982年）
- 桜井マリ（ヴァイオリニスト） - 松原千明
- 市村智子（料理人） - 北林早苗
- 古田武（ヴァイオリニスト） - 加納竜
- 丸山才二（ヴァイオリニスト） - 江木俊夫
- 須田（コンクール事務局長） - 穂積隆信
- 植田路子（真千子の母） - 福田公子
- 辻紀子（ヴァイオリニスト） - 大塚良重
- 植田真知子（ヴァイオリニスト） - 沢井千恵
- 植田克洋（音大教授・真知子の父） - 加藤和夫
- 大野（ヴァイオリニスト） - 唐沢きよし
- 道原（新東京フィルハーモニック事務員） - 一氏ゆかり
- 朝倉（指揮者） - 土屋嘉男
- 桜井充子（マリの母） - 久保菜穂子
- 山田光一、岡恵美子、福岡康裕

第5作「三毛猫ホームズの運動会 だるま競争殺人事件 さらば愛する妻よ」（1983年）
- 大町（刑事） - 星正人
- 立川信子（婦警） - 舟倉たまき
- 山口（強盗殺人犯） - 西岡德馬
- 川島三郎（山口の子分） - 山田昌人
- 吉田敏江（吉田の妻） - 結城しのぶ
- ケンイチ（山口の息子） - 庄司顕仁
- はとぽっぽの家・保母 - 監物房子
- はとぽっぽの家・園長 - 伊藤慶子
- 山口の妻 - 五十嵐五十鈴
- 警官 - 五野上力
- 吉田（警部） - 近藤洋介
- 石波義人、菊地太、木村修、山田博行、高野隆志、大川万裕子、吉田照義、秋田隆夫、高橋雅子

第6作「三毛猫ホームズの駆落ち 相続人殺し 父危篤・至急連絡乞う」（1984年）
- 片岡義太郎（片岡家の長男） - 山本紀彦
- 田所久子（秀二郎の愛人） - 高沢順子
- 片岡令子（片岡の妻） - 浅野真弓
- 杉田一平（元警官） - 梅津栄
- 秀二郎（片岡の弟） - 堀内正美
- 三浦まこと （雪子の夫） - 緑川政博
- 片岡夫婦と同じ団地に住む主婦 - 中真千子
- 山波雪子（山波家の長女） - あべ静江
- 秀二郎の住むマンションの管理人 - 小甲登枝恵
- 警視庁刑事 - 村木勲
- 倉持（医師） - 鈴木瑞穂
- 川又康正、秋田隆夫、福元和彦、遠藤優美、後藤明子、吉田都、吉田操、福島歳恵、金子敏江

### スタッフ（石立鉄男版）
- 原作 - 赤川次郎「三毛猫ホームズ」シリーズ
- 脚本 - 窪田篤人
- 音楽 - 雨宮靖和（第1作のみ）、羽田健太郎
- 監督 - 手銭弘喜、小山幹夫
- 選曲 - 鈴木清司（第1作のみ）、石川孝
- 音楽制作 - あんだんて
- 効果 - 阿部作二、大泉音映
- プロデューサー - 小沢啓一郎、池ノ上雄一、植野晃弘、木村幹
- 制作 - テレビ朝日、東映

### 放送日程（石立鉄男版）
| 話数 | 放送日         | サブタイトル                                               | 原作                                                      | 脚本     | 監督     | 視聴率 |
| ---- | -------------- | ---------------------------------------------------------- | --------------------------------------------------------- | -------- | -------- | ------ |
| 1    | 1979年12月01日 | 三毛猫ホームズの推理 女子大密室殺人                        | 「三毛猫ホームズの推理」 （光文社刊）                     | 窪田篤人 | 手銭弘喜 | 15.9%  |
| 2    | 1980年06月14日 | 三毛猫ホームズの追跡 女性専科連続殺人の謎                  | 「三毛猫ホームズの追跡」 （光文社刊）                     | 窪田篤人 | 小山幹夫 | 20.7%  |
| 3    | 1981年05月16日 | 三毛猫ホームズの怪談 赤猫は死を招く                        | 「三毛猫ホームズの怪談」 （光文社刊）                     | 窪田篤人 | 小山幹夫 | 16.4%  |
| 4    | 1982年12月25日 | 三毛猫ホームズの狂死曲 バイオリン連続殺人                  | 「三毛猫ホームズの狂死曲」 （カッパノベルス刊）           | 窪田篤人 | 小山幹夫 | 13.1%  |
| 5    | 1983年05月14日 | 三毛猫ホームズの運動会 だるま競争殺人事件 さらば愛する妻よ | 「三毛猫ホームズの運動会」 （光文社・カッパ・ノベルス刊） | 窪田篤人 | 小山幹夫 | 14.0%  |
| 6    | 1984年12月22日 | 三毛猫ホームズの駆落ち 相続人殺し 父危篤・至急連絡乞う     | 「三毛猫ホームズの駈落ち」                                | 窪田篤人 | 小山幹夫 | 21.0%  |

## 三浦洋一版
第1作のみ火曜スーパーワイド枠で放映され、第2作以降は火曜ミステリー劇場枠で放映。

### キャスト（三浦洋一版）
主要人物
- 片山義太郎（警視庁捜査一課の刑事） - 三浦洋一
- 片山晴美（片山の妹） - 小林聡美
- 児島光枝（片山兄妹の叔母） - 松尾嘉代（第1作）
- ホームズ - さと（第1作・第2作）、さとこ、ひき（第3作）

警察関係者
- 石津（目黒東警察署の刑事） - 宍戸開
- 栗原（警視庁捜査一課長・警視） - 中条静夫（第1作）、鈴木瑞穂（第2作・第3作）

#### ゲスト（三浦洋一版）
第1作「三毛猫ホームズの結婚披露宴 密室の花嫁が狙われる！」（1989年）
- 沢口カズオ（伊豆島の亡き妻の甥） - 本木雅弘
- 伊豆島マサヨ（資産家） - 森山祐子
- 脇本タケシ（マサヨの元恋人） - 広岡瞬
- 小坂ヒロ子（マサヨの従姉妹） - 石野真子
- 岩本アキフミ（白井の部下） - 不破万作
- 伊豆島モトジ（マサヨの叔父） - 織本順吉
- 米田（所轄署刑事） - 山谷初男
- レストランの店員 - Mr.オクレ
- 白井しんいち（片山の親友・マサヨの婚約者） - 京本政樹
- 三好圭一、江上真吾、佐藤真志、藤岡末生、ドロティア・ガストナー、カトリン・ベンダー、キルステン・ネイラー、黒川伸也、三田定真、小林みち世、中山翔、宮愛香、河野智是、ゲーリー・パールマン、牧野ゆかり

第2作「三毛猫ホームズの感傷旅行 男女7人同窓会ツアー連続殺人！草津温泉に消えた赤いスーツの女」（1990年）
- 中尾千恵  - 南條玲子
- ユキコ（晴美の友人） - 生田智子
- マキ（晴美の友人） - 芹沢直美
- 中尾（銀座警察署 巡査部長） - 小野武彦
- 長井（曙不動産 経理係長） - 平泉成
- 青田浩子、長倉大介、川端槇二、チャーリィ湯谷、高城薫、掛田誠、魚住美香、野村利之、大矢達、松下昌司

第3作「三毛猫ホームズの駆落ち」（1991年）
- 三浦晴美 - 未來貴子
- 片岡義太郎 - 篠塚勝
- 三浦 - 石井洋祐
- 倉持清和（医師） - 井上昭文
- 山波幸造 - 天本英世
- 飛田ゆき乃、金剛寺美樹、石坂誠隆、大林隆介、掛田誠、高城薫、根本隆宏、永井敏春、中村努、国房啓一郎、川口友美、関文彦、福山升三、石橋正次

### スタッフ（三浦洋一版）
- 原作 - 赤川次郎「三毛猫ホームズ」シリーズ
- 脚本 - ちゃき克彰、橋本以蔵
- 演出 - 高橋勝、山口和彦
- 音楽 - 櫻井哲夫、神保彰
- EDテーマ - シャンバラ「恋の瞬間〜Can't stop my love」
- プロデュース - 五十嵐文郎、内野司、浦久美
- 制作 - テレビ朝日、アズバーズ

### 放送日程（三浦洋一版）
| 話数 | 放送日        | サブタイトル                                                                          | 原作                         | 脚本       | 演出     |
| ---- | ------------- | ------------------------------------------------------------------------------------- | ---------------------------- | ---------- | -------- |
| 1    | 1989年9月26日 | 三毛猫ホームズの結婚披露宴 密室の花嫁が狙われる！                                     | 「三毛猫ホームズの披露宴」   | ちゃき克彰 | 高橋勝   |
| 2    | 1990年8月07日 | 三毛猫ホームズの感傷旅行 男女7人同窓会ツアー連続殺人！ 草津温泉に消えた赤いスーツの女 | 「三毛猫ホームズの感傷旅行」 | ちゃき克彰 | 山口和彦 |
| 3    | 1991年4月23日 | 三毛猫ホームズの駆落ち                                                                | 「三毛猫ホームズの駈落ち」   | 橋本以蔵   | 山口和彦 |

## 陣内孝則版
1996年9月23日は月曜日のドラマスペシャル枠で、1998年2月21日は「土曜ワイド劇場」枠に放送。

### キャスト（陣内孝則版）
片山義太郎を除く主要キャストがそれぞれ異なる。
主要人物
- 片山義太郎（警視庁捜査一課の刑事） - 陣内孝則
- 片山晴美（片山の妹） - 葉月里緒奈（第1作）、宮沢りえ（第2作）

警察関係者
- 石津国明（警視庁捜査一課の刑事） - 堀広道（第1作）、竹内力（第2作）
- 栗原（警視庁警視） - 今井健二（第1作）、佐藤允（第2作）

#### ゲスト（陣内孝則版）
第1作「三毛猫ホームズの推理 女子大寮連続殺人！密室トリックの謎！」（1996年）
- 吉塚雪子（森崎学園の学生・森崎の秘書） - 山本未來
- 三田村繁（函館警察署 警部） - 井川比佐志
- 森崎智雄（森崎学園の文学部長・教授） - 平幹二朗
- 夏木猛 - 大和田伸也
- 阿部俊三 - 前田武彦
- 小峰荘八 - 須賀不二男
- 富田和生 - 頭師孝雄
- 夏木（夏木の妻） - 根岸季衣
- 若い刑事 - 林泰文
- 秋吉凡人 - 小形雄二
- 今井広三 - 大前均
- 大中兼一 - 綾田俊樹
- 石津（石津の母） - 野口ふみえ
- タクシーの運転手 - 河原さぶ
- 片山（片山兄妹の母） - 小林かおり
- 片山（片山兄妹の父） - 真田健一郎
- 三田村（三田村の娘） - 伊藤歩
- 乾由美子 - 椎名ルミ
- 石垣栄 - 片桐順一郎
- 三崎寛子 - 柴山智加
- 鑑識員 - 栩野幸知
- 佐々木和美 - 樋口かおる
- 西岡千江子 - 駒井理香
- あくびをする少女 - 市川桂
- 妊婦 - 木村由貴子

第2作「三毛猫ホームズの黄昏ホテル 豪華リゾート連続殺人事件！パーティー招待客7人の中に真犯人がいる…ピアノに殺人トリック」（1998年）
- 相沢肇 - 石橋蓮司
- 船田悠二 - 峰岸徹
- 船田明美（悠二の妻） - 根岸季衣
- 梶井努 - 池内万作
- 金倉可愛（金倉の娘・故人） - 勝野雅奈恵
- 一の瀬夏美（梶井の弟子） - 石橋けい
- 風間 - 嶋田久作
- 船田収（悠二の息子） - 篠崎杏兵
- 船田ルミ - 長木唯
- 鶴田（警官） - 大久保了
- 鴇田（警官） - 李鐘浩
- 警官 - 和田慎太郎、高梨元、鈴木峰雄、古沢敬、花澤剛也、神田泰広、小平隆之
- 相沢弓子（相沢の妻） - 南野陽子
- 津山信代（写真家） - 明日香七穂
- 寺田光枝 - 柴山智加
- トラック運転手 - 大前均
- 金倉エリ子（失踪中） - 緑魔子
- 梶井 - 天本英世
- 梶井加代（努の母・マンション管理人） - 津島恵子
- 金倉正三郎（ホテル金倉オーナー） - 宝田明
- 大沢ゆかり、川村明日香、辻葉子、佐藤エイジ、伊藤美穂、幸野賀一、佐藤公彦、勝矢晋章

### スタッフ（陣内孝則版）
- 原作 - 赤川次郎「三毛猫ホームズ」シリーズ（光文社刊／角川文庫刊）
- 脚本 - 中岡京平（第1作）、内藤忠司（第2作）、南桂根（第2作）、大林宣彦（第2作）
- 音楽 - 學草太郎
- 監督 - 大林宣彦
- 制作 - テレビ朝日、CUC、PSC（第1作）

### 放送日程（陣内孝則版）
| 話数 | 放送日        | サブタイトル | 原作                           | 脚本                     | 監督     |
| ---- | ------------- | --- | ------------------------------ | ------------------------ | -------- |
| 1    | 1996年9月26日 | 三毛猫ホームズの推理 女子大寮連続殺人！密室トリックの謎！                                                         | 「三毛猫ホームズの推理」       | 中岡京平                 | 大林宣彦 |
| 2    | 1998年2月21日 | 三毛猫ホームズの黄昏ホテル 豪華リゾート連続殺人事件！ パーティー招待客7人の中に真犯人がいる… ピアノに殺人トリック | 「三毛猫ホームズの黄昏ホテル」 | 内藤忠司 南桂根 大林宣彦 | 大林宣彦 |

### 備考
上記1996年9月26日放映の『三毛猫ホームズの推理』に約30分の未公開映像を加え、再編集した2時間7分のディレクターズ・カットが1998年2月に劇場公開された。大林宣彦の赤川次郎原作の映像化は『ふたり』、『あした』に続くものだが、赤川は大林に『三毛猫ホームズシリーズ』の映画化を希望していて、変則的な形ながらそれが実現した。
『三毛猫ホームズの黄昏ホテル』も当初劇場公開が予定されていたが、劇場での公開は行われず。同作はナイフ、バタフライナイフが使われるシーンが多く、ビデオソフト発売直前の1998年1月に栃木女性教師刺殺事件が起こり、その前年の神戸連続児童殺傷事件などで刃物類が社会問題となっていたことに伴いビデオ版ではバタフライナイフのシーンがすべてカットされている。また太田隆文は同作にメイキングスタッフとして参加している。